# پیتر کوتوجیان
پیتر جان کوتوجیان جونیور (انگلیسی: Peter John Koutoujian Jr.؛ زادهٔ ۱۷ سپتامبر ۱۹۶۱) سیاستمدار ارمنی‌تبار اهل ایالات متحده آمریکا است که از ۱۴ ژانویه ۲۰۱۱ سمت کلانتر شهرستان میدلسکس ایالت ماساچوست را برعهده دارد. وی پیشتر از تاریخ ۱۹۹۷ تا ۱۴ ژانویه ۲۰۱۱ عضو مجلس نمایندگان ایالت ماساچوست از حوزه انتخابیه دهم بود.

## زندگی‌نامه
وی در ۱۷ سپتامبر ۱۹۶۱ در نیوتون، ماساچوست به دنیا آمد و از کالج ایالتی بریجواتر، دانشگاه هاروارد و مدرسه حکومت جان اف. کندی فارغ‌التحصیل شد. 